# Gau de Prusia Oriental
El gau de Prusia Oriental se formó en 1933 en la Alemania nazi. Inicialmente, fue un distrito dentro del Estado Libre de Prusia. En 1935, los estados constituyentes de Alemania se disolvieron, y los gaue reemplazaron a los estados y sus responsabilidades. En 1939, Prusia Oriental se expandió mediante la anexión de la región de Klaipėda de Lituania y la ocupación de Polonia. Además, una parte del territorio del gau se transfirió al Reichsgau de Danzig-Prusia Occidental. Tras el ataque alemán a la URSS, la ciudad bielorrusa de Hrodna (alemán: Garten) también se incorporó al gau.
Después de la guerra, el territorio del antiguo gau se convirtió en parte del enclave ruso de Kaliningrado en la Unión Soviética. Otras secciones importantes se entregaron a Polonia, y la región de Klaipėda se devolvió a la RSS de Lituania. Hrodna pasó a formar parte de la RSS de Bielorrusia.

## Historia
El sistema gau (gaue en plural) se estableció en 1926 en una conferencia del partido con el objetivo de mejorar la administración de la estructura del partido. A partir de 1933, después de la toma del poder por parte de los nazis, los gaue reemplazaron cada vez más a los estados alemanes como subdivisiones administrativas en Alemania.
Cada gau estaba dirigido por un gauleiter, que ocupaba una posición poderosa, especialmente después del inicio de la Segunda Guerra Mundial. El gauleiter local también ocupaba cargos de gobierno y partido y estaba a cargo de la propaganda, la vigilancia y, a partir de septiembre de 1944, del Volkssturm y la defensa del gau.
En Prusia Oriental, la posición de gauleiter estuvo a cargo de Erich Koch durante la existencia del gau."Übersicht der NSDAP-Gaue, der Gauleiter und der Stellvertretenden Gauleiter zwischen 1933 und 1945" [Resumen de los gaue del NSDAP, los gauleiter y los stellvertretenden gauleiter entre 1933 y 1945]. zukunft-braucht-erinnerung.de (en alemán). Zukunft braucht Erinnerung. Consultado el 24 de marzo de 2016."Gau Ostpreußen" [El gau de Prusia Oriental]. verwaltungsgeschichte.de (en alemán). Consultado el 24 de marzo de 2016.